# 東福寺 (中野区)
東福寺（とうふくじ）は、東京都中野区にある真言宗豊山派の寺院。

## 概要
平安時代末期、源教によって開山された。江古田村の村人が武蔵御嶽神社の社僧だった源教の教えを受けて創建したという。
江戸時代、徳川将軍は鷹狩のために江戸郊外のこの地を度々訪れており、当寺は「御膳所」（休憩場所）に充てられた。かつては本堂に「お成りの間」と呼ばれる部屋が残っていたが、1965年（昭和40年）に取り壊され、現在は「徳川将軍御膳所跡の碑」が建てられている。

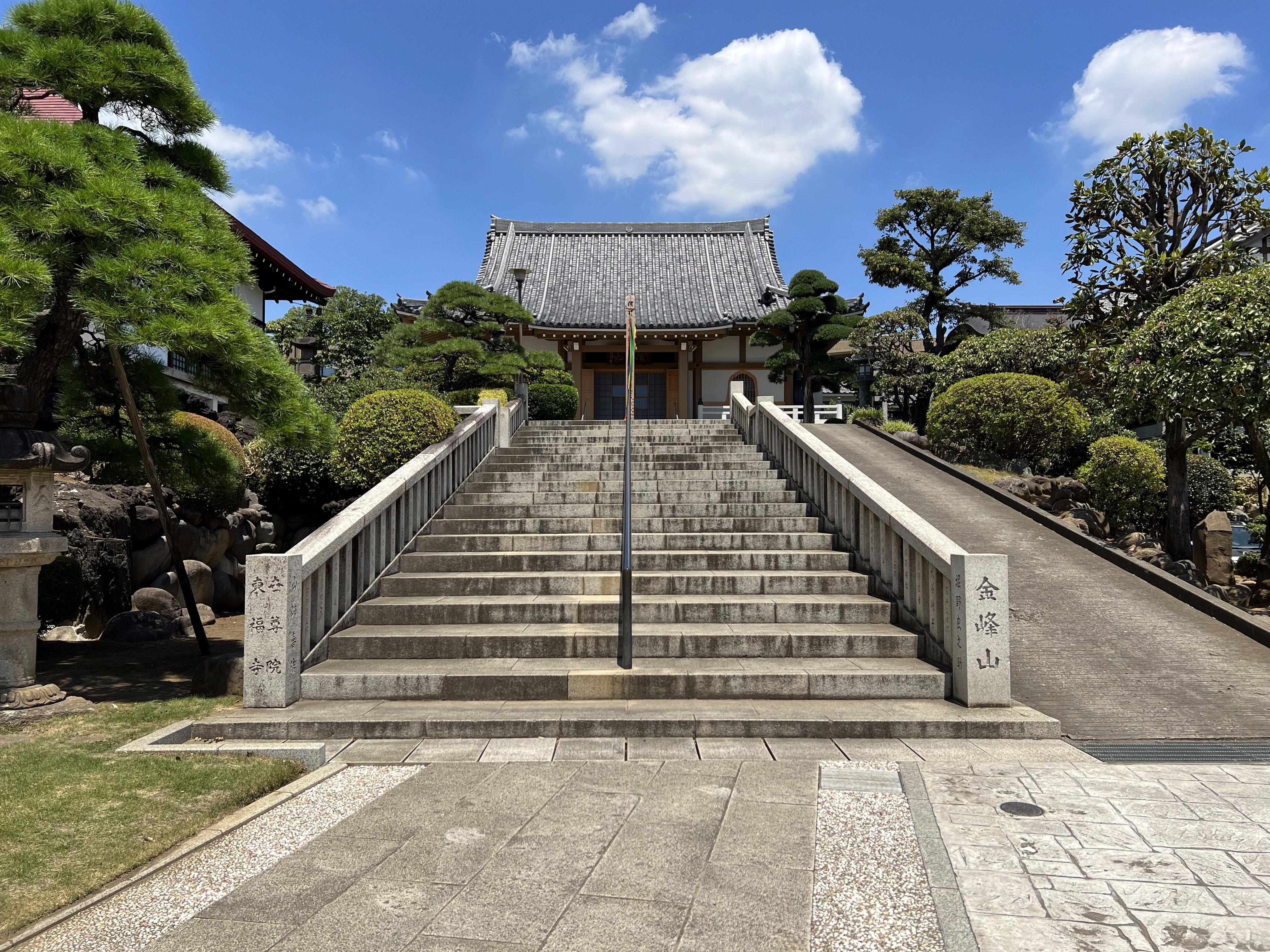
本堂
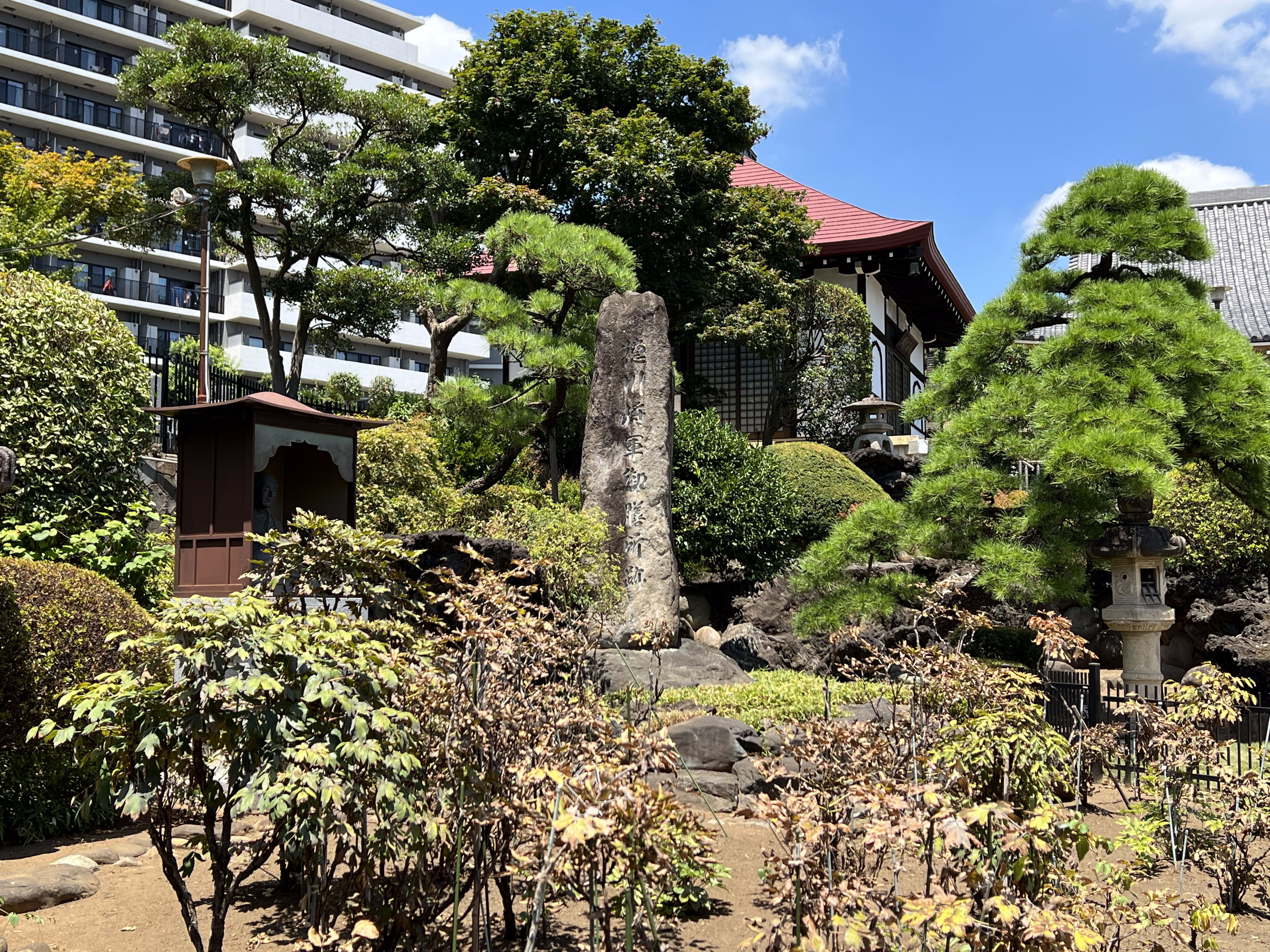
徳川将軍御膳所跡

## 江原観音堂

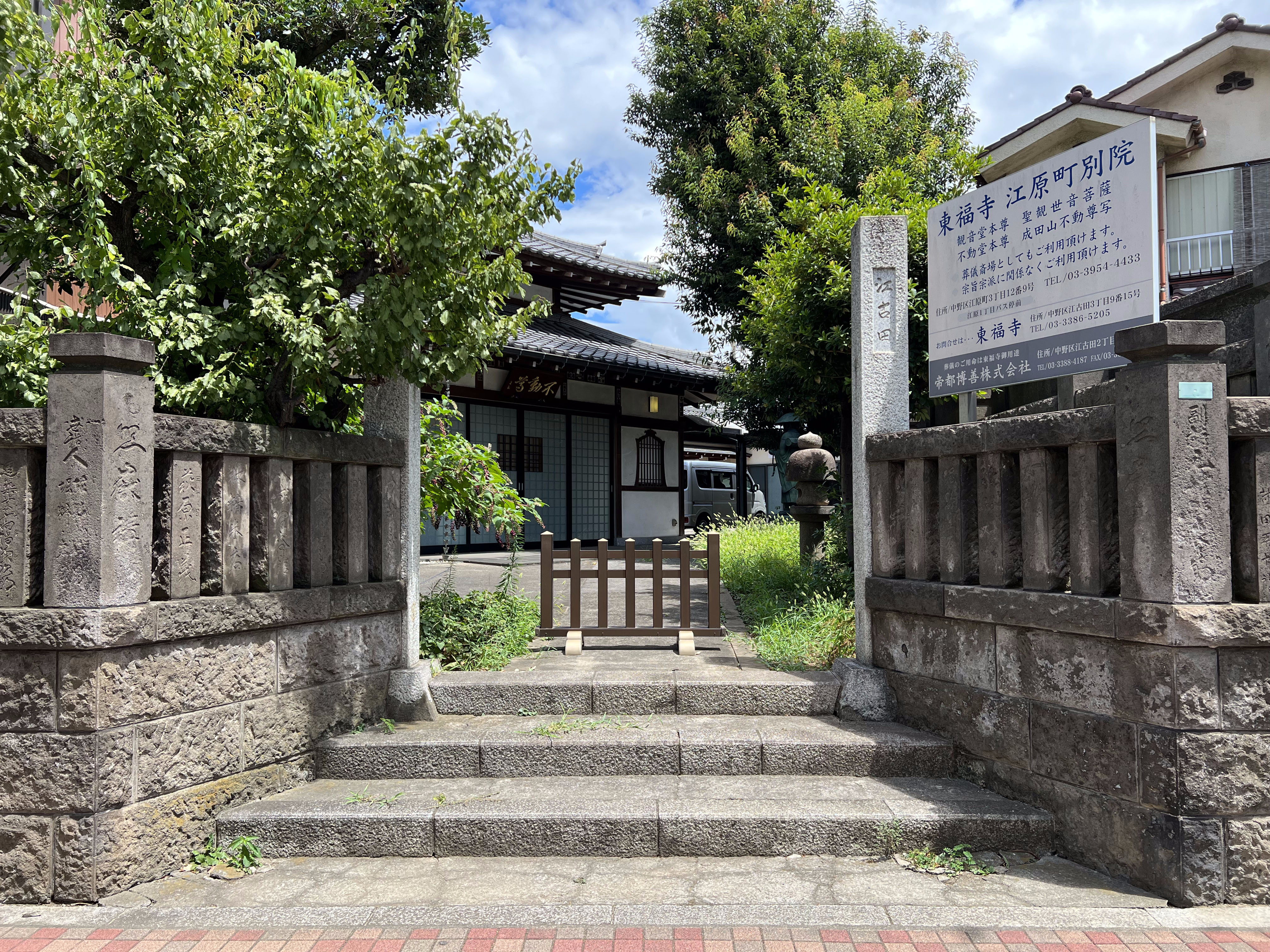
江原町にある東福寺の別院。江古田不動堂と江原観音堂がある。

江原観音堂は東福寺の別院で江古田不動院(不動尊)と併設されている。観音堂の創建は不詳ながら、当地に明治11年に不動堂が併せて建立された。2007年に両施設とも改修されて、現在では葬儀会場等としても利用されている。境内の庚申塔は中野区文化財に登録されている。
所在地:東京都中野区江原町3-12

## 交通アクセス
- 都営大江戸線新江古田駅より徒歩14分[1]。
- 中野駅よりバス(関東バス中41、中27系統など)江古田3丁目バス停下車
- 江原町にある別院は都営バス白61系統練馬車庫行きまたは中野駅または江古田駅より関東バス中12系統「江原町一丁目」下車